# IC 649
IC 649 ist ein interagierendes Galaxienpaar im Sternbild Sextant in der Nähe des Himmelsäquators. Es ist schätzungsweise 513 Millionen Lichtjahre von der Milchstraße entfernt.
Das Objekt wurde am 11. März 1893 vom französischen Astronomen Stéphane Javelle entdeckt.